# Campionato mondiale maschile di pallavolo 1966
Il campionato mondiale di pallavolo maschile 1966 si è svolto dal 30 agosto all'11 settembre 1966 a České Budějovice, Jihlava, Nitra e Praga, in Cecoslovacchia: al torneo hanno partecipato ventidue squadre nazionali e la vittoria finale è andata per la seconda volta alla Cecoslovacchia.

## Prima Fase
Le prime due squadre di ciascun gruppo vengono inserite in un girone finale da 8 squadre per determinare le posizioni dalla prima all'ottava. Stesso procedimento per le squadre classificate al 3º e 4º posto (per le posizioni dalla nona alla sedicesima) e le ultime due di ciascun gruppo (per le posizioni dalla diciassettesima alla ventiduesima).

### Gruppo A
| Cina           | 3 - 0 | Italia         |
| Jugoslavia     | 3 - 0 | Germania Ovest |
| Cecoslovacchia | 3 - 2 | Cina           |
| Italia         | 3 - 0 | Danimarca      |
| Cecoslovacchia | 3 - 0 | Germania Ovest |
| Jugoslavia     | 3 - 0 | Italia         |
| Cina           | 3 - 0 | Germania Ovest |
| Cecoslovacchia | 3 - 0 | Italia         |
| Jugoslavia     | 3 - 0 | Danimarca      |
| Cecoslovacchia | 3 - 0 | Danimarca      |
| Jugoslavia     | 3 - 1 | Cina           |
| Italia         | 3 - 1 | Germania Ovest |
| Cecoslovacchia | 3 - 1 | Jugoslavia     |
| Cina           | 3 - 0 | Danimarca      |
| Germania Ovest | 3 - 1 | Danimarca      |

| Pos | Squadra        | P  | Set V | Set P |
| --- | -------------- | -- | ----- | ----- |
| 1   | Cecoslovacchia | 10 | 15    | 3     |
| 2   | Jugoslavia     | 8  | 13    | 4     |
| 3   | Cina           | 6  | 12    | 6     |
| 4   | Italia         | 4  | 6     | 10    |
| 5   | Germania Ovest | 2  | 4     | 13    |
| 6   | Danimarca      | 0  | 1     | 15    |

### Gruppo B
| Unione Sovietica | 3 - 1 | Stati Uniti      |
| Ungheria         | 3 - 1 | Cuba             |
| Germania Est     | 3 - 0 | Stati Uniti      |
| Unione Sovietica | 3 - 0 | Francia          |
| Stati Uniti      | 3 - 1 | Cuba             |
| Ungheria         | 3 - 1 | Francia          |
| Unione Sovietica | 3 - 0 | Germania Est     |
| Stati Uniti      | 3 - 1 | Francia          |
| Germania Est     | 3 - 0 | Cuba             |
| Ungheria         | 3 - 2 | Unione Sovietica |
| Ungheria         | 3 - 1 | Stati Uniti      |
| Germania Est     | 3 - 1 | Ungheria         |
| Germania Est     | 3 - 0 | Francia          |
| Cuba             | 3 - 1 | Francia          |
| Unione Sovietica | 3 - 0 | Cuba             |

| Pos | Squadra          | P | Set V | Set P |
| --- | ---------------- | - | ----- | ----- |
| 1   | Unione Sovietica | 8 | 14    | 4     |
| 2   | Germania Est     | 8 | 12    | 9     |
| 3   | Ungheria         | 8 | 13    | 8     |
| 4   | Stati Uniti      | 4 | 8     | 11    |
| 5   | Cuba             | 2 | 5     | 13    |
| 6   | Francia          | 0 | 3     | 15    |

### Gruppo C
| Turchia     | 3 - 1 | Mongolia    |
| Romania     | 3 - 1 | Paesi Bassi |
| Paesi Bassi | 3 - 0 | Mongolia    |
| Polonia     | 3 - 0 | Turchia     |
| Romania     | 3 - 0 | Turchia     |
| Polonia     | 3 - 0 | Mongolia    |
| Polonia     | 3 - 2 | Romania     |
| Romania     | 3 - 0 | Mongolia    |
| Polonia     | 3 - 0 | Paesi Bassi |
| Paesi Bassi | 3 - 0 | Turchia     |

| Pos | Squadra     | P | Set V | Set P |
| --- | ----------- | - | ----- | ----- |
| 1   | Polonia     | 8 | 12    | 2     |
| 2   | Romania     | 6 | 11    | 4     |
| 3   | Paesi Bassi | 4 | 7     | 6     |
| 4   | Turchia     | 2 | 3     | 10    |
| 5   | Mongolia    | 0 | 1     | 12    |

### Gruppo D
| Brasile  | 3 - 0 | Belgio    |
| Giappone | 3 - 2 | Bulgaria  |
| Bulgaria | 3 - 1 | Belgio    |
| Giappone | 3 - 0 | Finlandia |
| Bulgaria | 3 - 0 | Finlandia |
| Giappone | 3 - 0 | Brasile   |
| Brasile  | 3 - 0 | Finlandia |
| Belgio   | 3 - 1 | Finlandia |
| Giappone | 3 - 0 | Belgio    |
| Bulgaria | 3 - 1 | Brasile   |

| Pos | Squadra   | P | Set V | Set P |
| --- | --------- | - | ----- | ----- |
| 1   | Giappone  | 8 | 12    | 2     |
| 2   | Bulgaria  | 6 | 11    | 5     |
| 3   | Brasile   | 4 | 7     | 6     |
| 4   | Belgio    | 2 | 4     | 10    |
| 5   | Finlandia | 0 | 1     | 12    |

## Seconda Fase

### 17º-22º posto
| Francia        | 3 - 0 | Danimarca      |
| Cuba           | 3 - 0 | Mongolia       |
| Finlandia      | 3 - 2 | Germania Ovest |
| Francia        | 3 - 1 | Mongolia       |
| Finlandia      | 3 - 0 | Danimarca      |
| Cuba           | 3 - ? | Francia        |
| Cuba           | 3 - ? | Finlandia      |
| Cuba           | 3 - ? | Germania Ovest |
| Cuba           | 3 - ? | Danimarca      |
| Francia        | 3 - ? | Finlandia      |
| Francia        | 3 - ? | Germania Ovest |
| Finlandia      | 3 - ? | Mongolia       |
| Germania Ovest | 3 - ? | Mongolia       |
| Germania Ovest | 3 - ? | Danimarca      |
| Mongolia       | 3 - ? | Danimarca      |

| Pos | Squadra        | P  | Set V | Set P |
| --- | -------------- | -- | ----- | ----- |
| 17  | Cuba           | 10 |       |       |
| 18  | Francia        | 8  | 19    |       |
| 19  | Finlandia      | 6  |       |       |
| 20  | Germania Ovest | 4  |       |       |
| 21  | Mongolia       | 2  |       |       |
| 22  | Danimarca      | 0  |       |       |

### 9º-16º posto
| Belgio      | 3 - 1 | Turchia     |
| Stati Uniti | 3 - 1 | Paesi Bassi |
| Cina        | 3 - 1 | Brasile     |
| Ungheria    | 3 - 0 | Italia      |
| Cina        | 3 - 0 | Turchia     |
| Brasile     | 3 - 0 | Italia      |
| Paesi Bassi | 3 - 1 | Belgio      |
| Ungheria    | 3 - 0 | Brasile     |
| Cina        | 3 - 2 | Stati Uniti |
| Turchia     | 3 - 1 | Italia      |
| Ungheria    | 3 - 1 | Belgio      |
| Stati Uniti | 3 - 1 | Italia      |
| Ungheria    | 3 - 0 | Turchia     |
| Paesi Bassi | 3 - 0 | Italia      |
| Stati Uniti | 3 - 1 | Brasile     |
| Belgio      | 3 - 1 | Italia      |
| Cina        | 3 - 2 | Ungheria    |
| Belgio      | 3 - 1 | Stati Uniti |
| Cina        | 3 - 0 | Belgio      |
| Ungheria    | 3 - 1 | Paesi Bassi |
| Stati Uniti | 3 - 0 | Turchia     |
| Cina        | 3 - 0 | Paesi Bassi |
| Brasile     | 3 - 0 | Turchia     |
| Paesi Bassi | 3 - 2 | Brasile     |

| Pos | Squadra     | P  | Set V | Set P |
| --- | ----------- | -- | ----- | ----- |
| 9   | Cina        | 14 | 21    | 5     |
| 10  | Ungheria    | 12 | 20    | 6     |
| 11  | Stati Uniti | 8  | 16    | 12    |
| 12  | Paesi Bassi | 8  | 14    | 12    |
| 13  | Brasile     | 6  | 13    | 12    |
| 14  | Belgio      | 6  | 11    | 15    |
| 15  | Turchia     | 2  | 4     | 19    |
| 16  | Italia      | 0  | 3     | 21    |

### 1º-8º posto
| Giappone         | 3 - 2 | Jugoslavia       |
| Romania          | 3 - 1 | Germania Est     |
| Cecoslovacchia   | 3 - 2 | Unione Sovietica |
| Bulgaria         | 3 - 1 | Polonia          |
| Unione Sovietica | 3 - 1 | Jugoslavia       |
| Cecoslovacchia   | 3 - 0 | Bulgaria         |
| Romania          | 3 - 1 | Jugoslavia       |
| Germania Est     | 3 - 0 | Polonia          |
| Giappone         | 3 - 2 | Unione Sovietica |
| Cecoslovacchia   | 3 - 1 | Polonia          |
| Romania          | 3 - 1 | Giappone         |
| Polonia          | 3 - 1 | Jugoslavia       |
| Germania Est     | 3 - 2 | Giappone         |
| Unione Sovietica | 3 - 1 | Polonia          |
| Cecoslovacchia   | 3 - 1 | Jugoslavia       |
| Polonia          | 3 - 2 | Giappone         |
| Unione Sovietica | 3 - 0 | Germania Est     |
| Polonia          | 3 - 2 | Romania          |
| Germania Est     | 3 - 1 | Bulgaria         |
| Cecoslovacchia   | 3 - 1 | Romania          |
| Bulgaria         | 3 - 0 | Jugoslavia       |
| Cecoslovacchia   | 3 - 1 | Germania Est     |
| Giappone         | 3 - 1 | Bulgaria         |
| Romania          | 3 - 1 | Unione Sovietica |
| Romania          | 3 - 1 | Bulgaria         |
| Unione Sovietica | 3 - 0 | Bulgaria         |
| Germania Est     | 3 - 0 | Jugoslavia       |
| Giappone         | 3 - 2 | Cecoslovacchia   |

| Pos | Squadra          | P  | Set V | Set P |
| --- | ---------------- | -- | ----- | ----- |
| 1   | Cecoslovacchia   | 12 | 29    | 9     |
| 2   | Romania          | 10 | 18    | 12    |
| 3   | Unione Sovietica | 8  | 18    | 11    |
| 4   | Germania Est     | 8  | 14    | 12    |
| 5   | Giappone         | 8  | 17    | 17    |
| 6   | Polonia          | 6  | 12    | 17    |
| 7   | Bulgaria         | 4  | 10    | 16    |
| 8   | Jugoslavia       | 0  | 6     | 21    |

## Classifica finale
| Posiz | Nazione          |
| ----- | ---------------- |
|       | CECOSLOVACCHIA   |
|       | Romania          |
|       | Unione Sovietica |
| 4     | Germania Est     |
| 5     | Giappone         |
| 6     | Polonia          |
| 7     | Bulgaria         |
| 8     | Jugoslavia       |
| 9     | Cina             |
| 10    | Ungheria         |
| 11    | Stati Uniti      |
| 12    | Paesi Bassi      |
| 13    | Brasile          |
| 14    | Belgio           |
| 15    | Turchia          |
| 16    | Italia           |
| 17    | Cuba             |
| 18    | Francia          |
| 19    | Finlandia        |
| 20    | Germania Ovest   |
| 21    | Mongolia         |
| 22    | Danimarca        |

| Campione Mondiale 1966   |
| ------------------------ |
| Cecoslovacchia 2º titolo |